# Zolochiv
Zolochiv (tiếng Ukraina: Золочів) là một thành phố của Ukraina. Thành phố này thuộc tỉnh Lviv. Thành phố này có diện tích ? km2, dân số theo điều tra dân số năm 2001 là 23481 người.